# Alette Schreiner
Alette Schreiner, född Falch 18 maj 1873 i Kristiania, död 26 december 1951, var en norsk anatom.
Efter medicinsk examen 1899 vistades hon sig två år i Prag och Liège för att studera barn- och kvinnosjukdomar. Hon gifte sig 1900 med Kristian Schreiner och deltog ivrigt i hans vetenskapliga arbete. Ensam utgav hon Det menneskelige Legeme (I–II, 1900, fjärde upplagan 1911), Helselære (1910) och Skabende Kræfter i Livsformernes Historie (1912).